# Rossana
Rossana är en ort och kommun i provinsen Cuneo i regionen Piemonte i Italien. Kommunen hade 866 invånare (2018).